# アラン・ラブレース
アラン・ラブレース (Alan Mathieson Lovelace、1929年9月4日 - 2018年4月18日) は、1976年7月2日から1981年7月10日までNASA副長官を務めた人物である。また、ジミー・カーター政権下でジェームズ・フレッチャー引退後の1977年5月2日から6月20日まで、またロナルド・レーガン政権下で、ジェームズ・ベッグの就任がアメリカ合衆国議会に承認される前の1981年1月21日から7月10日までの2度、NASA長官代理を務めた。
フロリダ州セントピーターズバーグで生まれ、ゲインズビルのフロリダ大学で1951年に化学の学士号、1952年に有機化学の修士号、1954年に有機化学の博士号を取った。
1954年から1956年までアメリカ空軍に所属し、その後、オハイオ州デイトンのライト・パターソン空軍基地にある空軍材料研究所で科学者として働いた。当初は、フッ素と高分子化学について研究した。この時期に得たフッ化炭素や無機高分子に関する知見は、高分子が用いられる有効温度の範囲を広げることに繋がった。
1964年1月、空軍材料研究所のチーフサイエンティストに指名された。この役職で、彼は非常に高強度で非常に軽量な繊維が重合して新しい分類の複合材料が作れることを示した。1967年にはこの研究所の所長に指名され、1972年10月には、メリーランド州にあるアンドルーズ空軍基地の空軍本部にある空軍システム軍団の科学技術ディレクターに指名された。この役職で彼は、空軍システム軍団傘下の11の研究所、5人の連絡将校と軍団の欧州事務所に対して、技術上のガイダンスと運用ガイドラインを示した。
1973年9月、空軍の科学技術担当の第一副次官補となった。この役職では、空軍の科学技術計画全体に対して、副次官に対して助言と支援を行った。翌年9月、彼は国防総省を辞めて、アメリカ航空宇宙局のOffice of Aeronautics and Space Technologyの副室長となった。この立場で、彼は将来の軍用機や民間機、宇宙探査システムに必要な基礎的な科学技術のための研究プログラムの運営に責任を負った。
アメリカ宇宙航行学会のフェロー、また全米技術アカデミー、アメリカ航空宇宙学会、アメリカ空軍協会、シグマ・サイ、ファイ・ベータ・カッパのメンバーである。1981年6月には、ロナルド・レーガンから
大統領市民勲章を授与された。
NASAを退職すると、ミズーリ州セントルイスにあるジェネラル・ダイナミクスの科学技術担当の副社長に就任した。1985年までに、同社の宇宙システム部門のジェネラルマネージャーにも就いた。後にアトラスの主任設計者、責任者となり、アトラスI、アトラスII、IIA、IIASの開発を指揮した。1991年には、同社の宇宙政策・技術担当の上席副社長及び商業打ち上げを担う同社子会社の会長に指名され、ワシントンD.C.のオフィスに勤めた。
2018年4月18日にフロリダ州メルボルンのアシスティッド・リビングで死去した。